# Tachina intermixta
Tachina intermixta är en tvåvingeart som beskrevs av Walker 1853. Tachina intermixta ingår i släktet Tachina och familjen parasitflugor. Inga underarter finns listade i Catalogue of Life.